# Смокі Маунтін

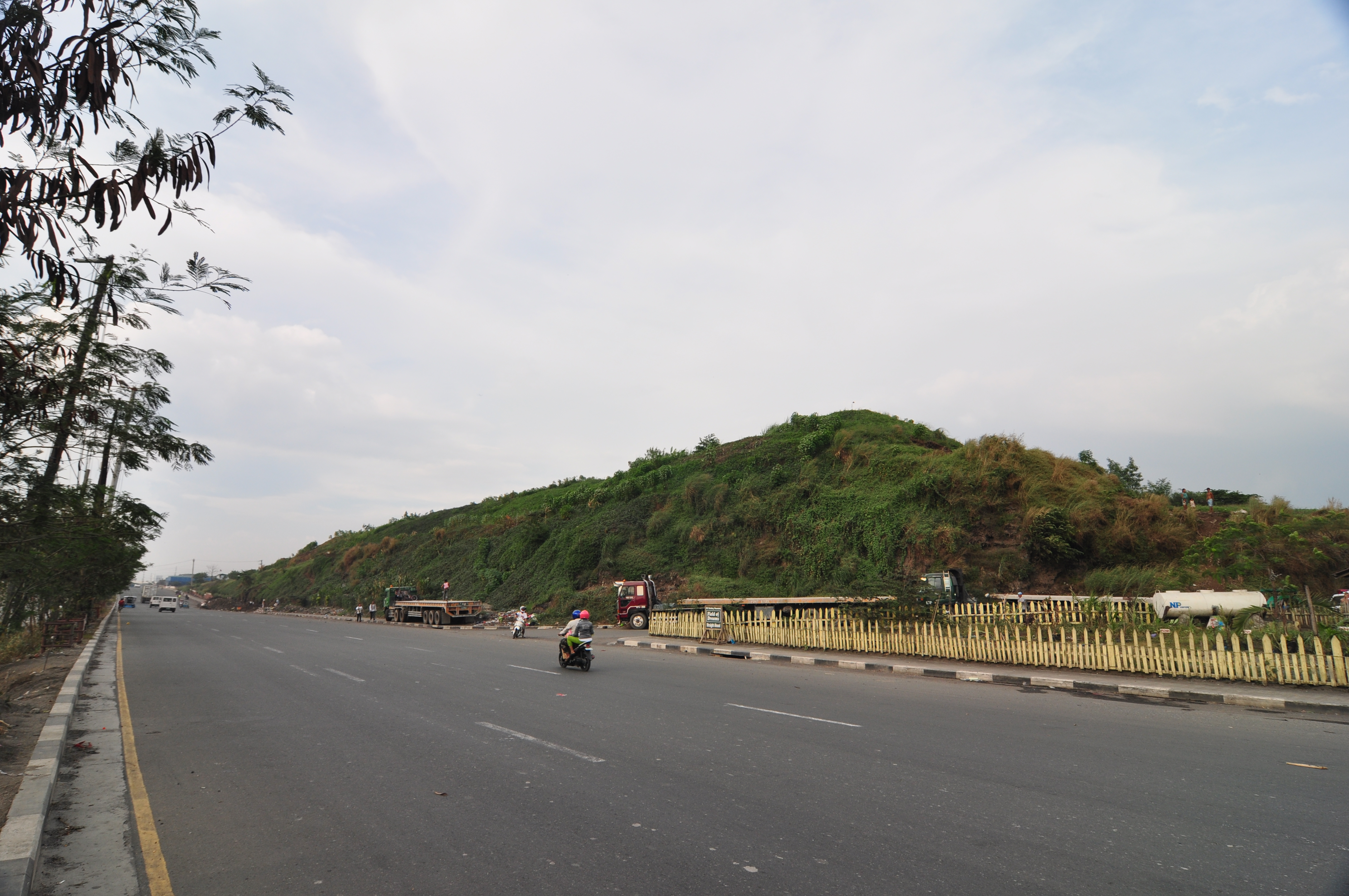
Смокі Маунтін, 2011 рік.

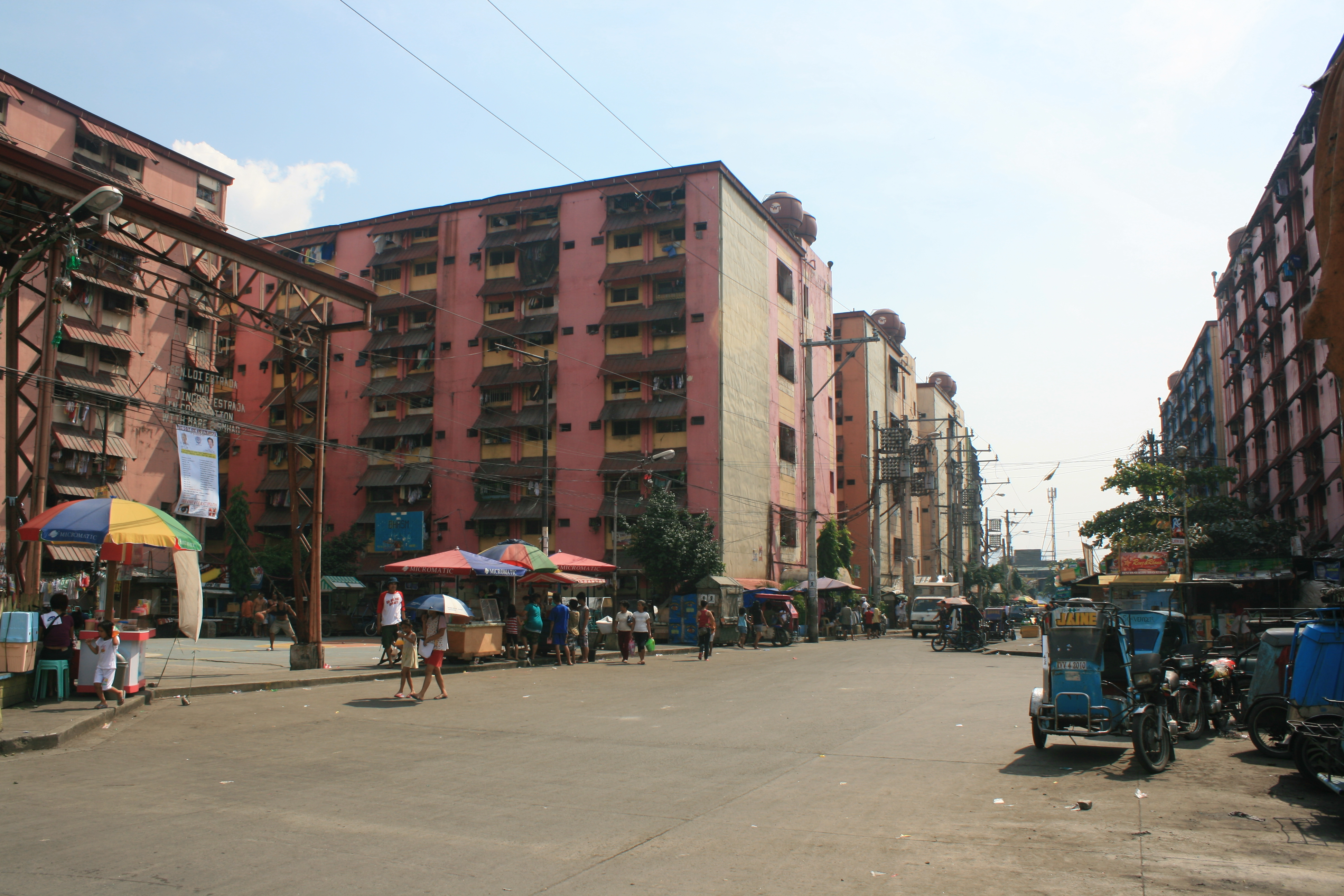
Житло, побудоване навколо Смокі Маунтін, побачене в 2011 році.

Смокі Маунтін — термін, придуманий для великого звалища, колись розташованого в Тондо, Маніла.

## Історія
Смокі Маунтін функціонувало понад 40 років, що складалося з-понад двох мільйонів метричних тонн відходів. Легкозаймисті речовини, що розкладаються на відходах, призвели до численних пожеж, що призвело до численних смертей.
У 1969 р. Угода про спільне підприємство між Національним управлінням із питань житлового будівництва (НУПЖБ) та R-II Builders Inc. (RBI) було створено для будівництва недорогого житлового проекту на Смокі Маунтін. 15 серпня 2007 року Верховний суд Філіппін визнав цю угоду чинною. Район був офіційно закритий у 1995 р. Ділянку перетворили на державне житло для збіднілих людей, які мешкають у нетрях навколо звалища. Також були очищені нетрі, де проживало 30 000 людей, які заробляли на життя, збираючи сміття на звалищі.
Урядом та неурядовими організаціями запроваджуються проекти щодо створення місць для переселення мешканців нетрів. Згідно з доповіддю ООН Про середовище існування, понад 20 мільйонів людей на Філіппінах живуть у нетрях, і лише в місті Маніла 50 % з-понад 11 мільйонів жителів проживають у нетрях.

## Міграція на сміттєзвалище Паятас
Коли Смокі Маунтін закрили в 1995 році, багато сміттєпереробників перекочували на сміттєзвалище Паятас, де виникла ще одна велика громада, яка перебирає сміття. 2000 року внаслідок зсуву на сміттєзвалищі Паятас загинуло понад двісті сміттярів. Станом на 2007 рік на звалищі Паятас мешкає приблизно 80 000 осіб.